# Bahr Sara
Le Bahr Sara (ou Ouham dans son cours supérieur) est une rivière d'Afrique centrale qui coule en République centrafricaine et au Tchad. C'est un des principaux affluents du Chari. Son nom provient de l'arabe Bahr qui signifie mer ou masse d'eau.

## Géographie
La rivière a ses sources en République centrafricaine. Elle est formée de plusieurs branches sources dont l'Ouham est la principale. Ce dernier, qui a donné son nom à deux préfectures de la République centrafricaine, constitue en fait le cours supérieur du Bahr Sara. Le Bahr Sara se dirige globalement du sud vers le nord. Il se jette dans le Chari en rive gauche à 25 kilomètres en aval de la ville de Sarh (ex-Fort-Archambault) après avoir traversé la république du Tchad. Parmi ses affluents, le principal est la Fafa qui s'y jette à Batangafo.
Avec le Logone, le Bahr Sara est le principal affluent du Chari. À son confluent avec le fleuve, il roule plus d'eau que ce dernier.

## Les débits à Moïssala
Le débit de la rivière a été observé pendant 34 ans (1951-1984) à Moïssala, localité du Tchad située à quelque 150 kilomètres en amont (au sud-sud-ouest) du confluent avec le Chari.
À Moïssala, le débit annuel moyen ou module observé sur cette période a été de 480 m3/s pour un territoire de plus ou moins 67 600 km2, soit plus de 95 % de la totalité du bassin versant de la rivière.

## Affluents
- La Nana Barya
  - La Bimbbi
- La Nana Bakassa
- La Fafa
- La Boubou
- La Baba (rive droite)
- Le Voron
- La Goui
- La Zo
- La Bolé (rive droite)

## Environnement
En 2019, le prêtre italien Aurelio Gazzera, missionnaire carme en Centrafrique depuis 1992, dénonce la mainmise de quatre entreprises chinoises d'extraction d'or sur le fleuve, la pollution et la corruption qui en découlent. Les entreprises concernées, toutes filiales d'un même groupe et dirigées par Zhao Baome, sont Tian Xiang, Tian Roun, Meng et SMC Mao. Sur 19 sites d'extraction de l'or, seuls trois ont reçu une autorisation officielle. Le fleuve, détourné et dragué en profondeur, présente des taux de contamination au mercure de quatre à vingt-six fois supérieurs à la limite maximale admissible. Cette pollution est la source de nombreuses fausses couches et de décès prématurés en aval des sites d'exploitation,.
Le missionnaire dénonce, outre la pollution, l'emploi de l'armée centrafricaine comme milice chargée de la garde des sites, le déboisement de la forêt sur de vastes surfaces, et l'absence systématique de remise en état naturel des sites en fin d'exploitation. Le 25 mars 2019, le ministre des mines et de la géologie alerté suspend les activités minières jusqu'à nouvel ordre. Mais la reprise a lieu moins d'un mois plus tard. Le 27 avril de la même année, alors qu'il est en train de filmer les activités minières en bord de fleuve, Aurelio Gazzera est arrêté par la police et emmené. La vindicte de la population locale qui soutient le prêtre lui vaut d'être rapidement libéré ;  mais deux jours plus tard, le premier ministre Firmin Ngrebada l'accuse ouvertement, devant l'Assemblée nationale, de pratiquer lui-même l’orpaillage clandestin. Le 8 mai, il renouvelle ses accusations. Deux commissions, une ministérielle et une parlementaire, viennent enquêter et recueillir des témoignages sur place en juin 2019 ; la seconde préconise « d’arrêter sans délai les travaux » et incrimine « certains responsables du ministère des mines »,.